# Commissionair
Een commissionair is een tussenpersoon die in eigen naam overeenkomsten sluit, maar voor rekening van een opdrachtgever (de committent). Hij heeft zogenaamde onrechtstreekse vertegenwoordiging.
De commissionair is verplicht zijn taak behoorlijk uit te voeren en de identiteit van zijn opdrachtgever geheim te houden. Zijn verplichting kan uitgebreid worden met een delcrederebeding  waardoor de commissionair instaat voor de solvabiliteit van de derde.
Het meest bekend is de commissionair in effecten, maar ook op andere gebieden zijn commissionairs actief.
Meestal weet de derde wel dat de commissionair voor andermans rekening optreedt maar hij weet niet juist voor wie. Hierin ligt het verschil met de naamleningsovereenkomst. Een naamlener verbergt niet alleen de identiteit van zijn opdrachtgever maar ook het feit dat er een opdrachtgever is. Hij doet alsof hij voor eigen rekening optreedt daarom is naamlening een vorm van veinzing of simulatie. Het is een geheimgehouden lastgeving. De naamleningsovereenkomst is geoorloofd tenzij het afbreuk doet aan de rechten van de tegenpartij of een wetsontduiking verbergt.
Op zakenrechtelijk vlak wordt aangenomen dat het eigendomsrecht van de door de commissionair verkochte of aangekochte goederen rechtstreeks overgaat van de committent op de derde-koper (of vice versa). De goederen moeten wel geïndividualiseerd worden en mogen in het vermogen van de commissionair niet vermengd worden met andere soortgelijke goederen.
Vanuit verbintenisrechtelijk perspectief komt er geen rechtstreekse contractuele verhouding tot stand tussen de committent en de derde. Het gevolg is dat alleen de commissionair een rechtsvordering kan instellen tegen de derde en dat bij verkoop de derde enkel bevrijdend betaalt in handen van de commissionair. Er wordt in de rechtsleer gepleit voor een rechtstreekse contractuele verhouding tussen de committent en de derde.